# Pulpí
Pulpí est une commune espagnole dans la province d'Almería, en Andalousie. Elle se situe au sud-est de l'Espagne
Emilio Zurano Muñoz (es) (Pulpí, 10 août 1857 – Torre-Pacheco, 29 janvier 1943) en fut un de ses habitants les plus célèbres, ainsi que le peintre Pedro Antonio Martínez (pt) (Pulpí, 1886 - Rio de Janeiro, 1965).
La géode de Pulpí, une grande géode, y a été découverte en l'an 2000.

## Géographie

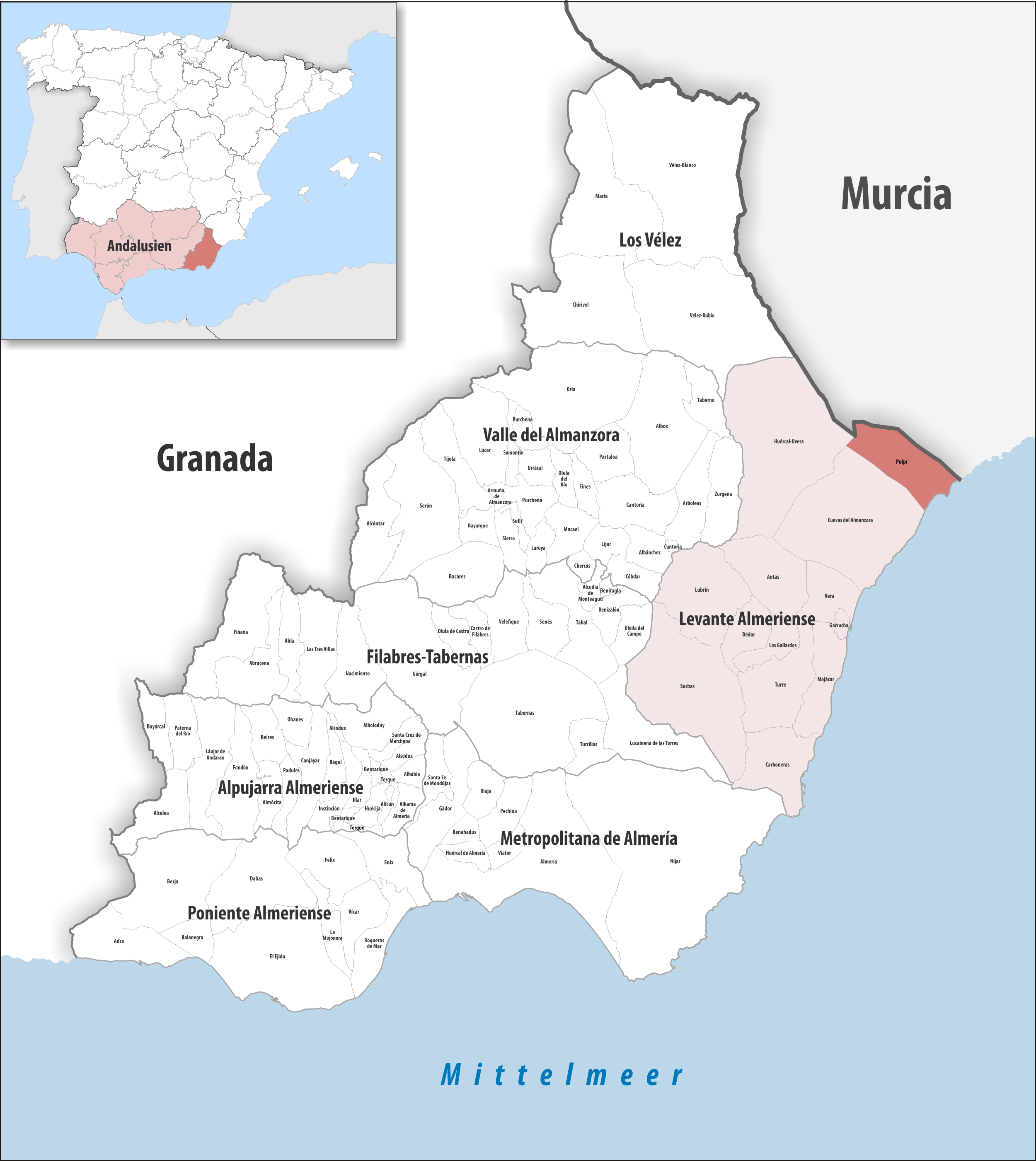
Pulpí dans la comarque Levante almeriense, province d'Almería / en Andalousie

### Localisation
La commune de Pulpí se trouve sur la côte de la mer Méditerranée, dans la pointe est de la province d'Almería et la pointe nord-est de la comarque Levante almeriense.
Almería est à 115 km sud-ouest ;
Murcie à 115 km nord-est ;
Madrid à 512 km nord-ouest ;
Gibraltar à 453 km sud-ouest (distances par route).

### Communes voisines
Pulpí jouxte au nord et à l'est la province de Murcie dans la communauté autonome de Murcie, avec Lorca et Águilas dans la comarque Alto Guadalentín (es).
Le village de Pozo de la Higuera, sur la A-201 au nord de Pulpí, est divisé entre les deux provinces : Almería et Murcie.

## Transports

### Autoroutes et routes nationales
- AP-7 / E-15, l'une desd eux autoroutes espagnoles dites « autoroute de la Méditerranée ». Dans un sens, elle croise Cuevas del Almanzora et Vera. À Vera, elle rejoint l'autoroute A-7 E-15 (l'autre autoroute espagnole dite « autoroute de la Méditerranée ») jusqu'à Almería. Dans l'autre sens, elle va jusqu'à la région de Murcie, passant Águilas, Mazarrón et Carthagène.

- Route nationale N-332. Elle devient une route d'autonomie (A-332 (es)). elle longe la côte parallèlement à AP-7 / E-15. Elle ne traverse que le village de San Juan de los Terreros (es). Dans un sens, elle va vers Cuevas del Almanzora et Vera. Dans l'autre, vers Águilas dans la région de Murcie. À San Juan de los Terreros il y a un embranchement avec la route de province AL-7107 jusqu'à Garrucha par la côte.

- Route d'autonomie A-350. Dans un sens de Pulpí au village de San Juan de los Terreros, et dans l'autre, de Pulpí vers Huércal-Overa.

- Route d'autonomie A-1201. Dans un sens de Pulpí au village de Pozo de la Higuera et Lorca dans la Région de Murcie, et dans l'autre, de Pulpí vers Cuevas del Almanzora.

### Train
Pulpí est desservi par un ensemble de lignes. La C-2 relie Pulpí avec Murcie et Águilas. Celle-ci dispose de deux stations dans la commune: Pulpí dans le centre-ville, et Jaravía, dans le village de Pilar de Jaravía, près de San Juan de los Terreros. En période estivale, il y a beaucoup de trafic pour accéder à la plage du Hornillo (es), à côté d'Águilas.
Jusqu'en 1985, il y avait une liaison directe entre les villes de Almería, Grenade et le reste des villes de la vallée de l'Almanzora qui s'appelait le train de l'Almanzora (es). Ces dernières années, à la suite de l'augmentation du transport ferroviaire, l'administration locale prévoit de remettre en fonctionnement la ligne de chemin de fer précédemment fermée.

## Économie
L'agriculture, les gravures, le bâtiment, l'élevage, et le tourisme (spécialement sur les plages du village de San Juan de los Terreros) sont les principales activités économiques.

## Patrimoine culturel

### Biens immobiliers protégés
| objet                                    | autres noms                                                     | site web | Type         | RP                  | EA       | date       |
| ---------------------------------------- | --------------------------------------------------------------- | -------- | ------------ | ------------------- | -------- | ---------- |
| Château de San Juan de los Terreros (es) | château de San Juan                                             |          | Monumento    | B.I.C.              | Déclaré  | 10/09/2002 |
| église de San Miguel Arcángel            | église paroissiale de San Miguel Arcángel, église de San Miguel |          | sans données | général             | inscrit  | 17/06/2002 |
| Mine de Jaravía                          |                                                                 |          | sans données | communauté générale | inscrite | 7/01/2004  |

## Fêtes
Ses fêtes en l'honneur du saint patron l'archange saint Michel, sont célébrées le 29 septembre, l'attraction principale étant un traditionnel feu d'artifice, le Toro de fuego.

## Démographie
Nombre d'habitants ces dix dernières années.
| 1996  | 1998  | 1999  | 2000  | 2001  | 2002  | 2003  | 2004  | 2005  | 2006  | 2007  |
| ----- | ----- | ----- | ----- | ----- | ----- | ----- | ----- | ----- | ----- | ----- |
| 5 202 | 5 291 | 5 375 | 5 477 | 5 997 | 6 492 | 7 353 | 7 368 | 7 600 | 7 537 | 7 911 |

## Personnalités liées à la communauté
- José Guirao Cabrera (1959-2022), homme politique et administrateur culturel espagnol.